# Orinoco-paradicsom
Az Orinoco mentén és az Amazonas-medencében termesztik a csucsorok közé tartozó, igen nagy levelű Orinoco-paradicsomot (Solanum sessiliflorum Dunal, syn. S. topiro Humb. & Bonpl.).
Ez a növény igen hasonlít közeli rokonára, a naranjillára, de gömbölyű, narancssárga vagy vörös, szőrös termései (a „barackparadicsomok”) akár 10 cm-esre is megnőhetnek; pulpájuk paradicsomízű.

## Külső hivatkozások
- Terebess gyümölcskalauz